# Jack Wilson (baseball, 1977)
Pour les articles homonymes, voir Jack Wilson.
Jack Eugene Wilson, né le 29 décembre 1977 à Westlake Village (Californie), est un joueur américain de la Ligue majeure de baseball. Il est sélectionné au match des étoiles en 2004 alors qu'il jouait pour les Pirates de Pittsburgh. Il est présentement agent libre.

## Biographie

### Débuts
Jack Wilson joue au football et au baseball dans son lycée, la Thousand Oaks High School. Il évolue ensuite deux années au Oxnard Junior College.
Il est drafté le 2 juin 1998 par les Cardinals de Saint-Louis. Il débute en professionnel au sein des clubs-écoles de l'organisation des Cardinals puis est échangé aux Pirates de Pittsburgh le 29 juillet 2000 contre Jason Christiansen.

### Pirates de Pittsburgh
Il fait ses débuts en Ligue majeure sous l'uniforme des Pirates le 3 avril 2001. Arrêt-court titulaire depuis cette date, il signe sa meilleure saison en 2004 avec une moyenne au bâton de ,308 et une sélection au match des étoiles. Il remporte aussi en 2004 un Bâton d'argent pour sa performance en offensive.
Jack Wilson prolonge son contrat de trois ans en 2006 contre 20 millions de dollars.
Sa saison 2008 est marquée par une série de blessures ne lui permettant de disputer que 87 matches. 
Très populaire auprès du public, Wilson commence la saison 2009 sans avoir prolongé son contrat qui s'achève à la fin de l'année, mais les négociations ont déjà débuté lors de l'entraînement de printemps.

### Mariners de Seattle
Le 29 juillet 2009, Jack Wilson et le lanceur Ian Snell passent aux Mariners de Seattle alors que le receveur et ancien premier choix Jeff Clement est transféré à Pittsburgh avec l'arrêt-court Ronny Cedeño et les lanceurs droitiers des ligues mineures Nathan Adcock, Brett Lorin et Aaron Pribanic.
En novembre 2009, Wilson signe un contrat de deux saisons avec Seattle.

### Braves d'Atlanta
Wilson est échangé aux Braves d'Atlanta le 31 août 2011.
Devenu agent libre après la fin de saison 2011, il accepte un contrat d'un an pour jouer avec les Braves en 2012. Il est libéré après 40 matchs joués pour les Braves en 2012.